# リヴリア
リヴリア（Rivlia、1982年4月20日 - 1993年9月8日）はアメリカ合衆国生産のサラブレッド競走馬。種牡馬として日本へ輸出され、皐月賞優勝馬のナリタタイシンなど多くの活躍馬を輩出した。
母は名牝ダリア、半兄にダハールがいる。

## 経歴

### 競走馬時代
現役時はアメリカ合衆国およびフランスのレースに出走し、重賞5勝、うちG1 3勝（ハリウッド招待ハンデキャップ、カールトン・F・バークハンデキャップ、サンルイレイステークス）という成績を残した。

### 種牡馬時代
競走馬引退後は種牡馬として日本へ輸出された。1992年に産駒がデビューし、同年の3歳新種牡馬ランキングで1位となっている。初年度産駒から皐月賞優勝馬のナリタタイシンをはじめ5頭の中央競馬重賞優勝馬を輩出するなど優秀な繁殖成績を収めたが、1993年9月8日に腸捻転により死亡した。11歳没。結果的に5世代しか産駒を残すことができなかった。
ブルードメアサイアーとしてもテイエムオーシャンやオリオンザサンクスなど多くの重賞優勝馬を輩出している。

## 主な産駒
太字は勝利したGI級競走。
- 1990年産
  - ナリタタイシン（皐月賞、目黒記念、ラジオたんぱ杯3歳ステークス）
  - ワコーチカコ（京都記念、エプソムカップ、函館記念、スポーツニッポン賞金杯）
  - マイヨジョンヌ（新潟大賞典、福島記念）
  - ペガサス（福島記念、新潟3歳ステークス）
  - エリモフォーサイト（阪神障害ステークス（春））
  - ビコーアルファー（富士ステークス[注 1]、警視庁騎馬隊でも活躍）
- 1992年産
  - ランフォータックス（くろゆり賞、サマーカップ）

### ブルードメアサイアーとしての主な産駒
- 1996年産
  - オリオンザサンクス（父シャンハイ、ジャパンダートダービー、東京ダービー、京浜盃、羽田盃、栄冠賞、フロンティアスプリント盃）
- 1998年産
  - テイエムオーシャン（父ダンシングブレーヴ、桜花賞、秋華賞、阪神3歳牝馬ステークス、札幌記念、チューリップ賞）
- 2000年産
  - ラントゥザフリーズ（父ブライアンズタイム、共同通信杯）
  - タニノマティーニ（父ウォーニング、キーンランドカップ）
  - エリモカントリー（父ティンバーカントリー、東京ハイジャンプ、京都ジャンプステークス）
- 2002年産
  - ダンスインザモア（父ダンスインザダーク、スプリングステークス、福島記念）
- 2007年産
  - コスモセンサー（父キングカメハメハ、アーリントンカップ）

## 血統表
| リヴリアの血統        | リヴリアの血統                     | リヴリアの血統                     | （血統表の出典）                   | （血統表の出典） |
| 父 Riverman 1969 鹿毛 | 父の父Never Bend 1960 黒鹿毛       | Nasrullah                          | Nearco                             | Nearco           |
| 父 Riverman 1969 鹿毛 | 父の父Never Bend 1960 黒鹿毛       | Nasrullah                          | Mumtaz Begum                       |                  |
| 父 Riverman 1969 鹿毛 | 父の父Never Bend 1960 黒鹿毛       | Lalun                              | Djeddah                            | Djeddah          |
| 父 Riverman 1969 鹿毛 | 父の父Never Bend 1960 黒鹿毛       | Lalun                              | Be Faithful                        |                  |
| 父 Riverman 1969 鹿毛 | 父の母River Lady 1963 鹿毛         | Prince John                        | Princequillo                       | Princequillo     |
| 父 Riverman 1969 鹿毛 | 父の母River Lady 1963 鹿毛         | Prince John                        | Not Afraid                         |                  |
| 父 Riverman 1969 鹿毛 | 父の母River Lady 1963 鹿毛         | Nile Lily                          | Roman                              | Roman            |
| 父 Riverman 1969 鹿毛 | 父の母River Lady 1963 鹿毛         | Nile Lily                          | Azalea                             |                  |
| 母 Dahlia 1970 栗毛   | 母の父Vaguely Noble 1965 鹿毛      | *ヴィエナ                          | Aureole                            | Aureole          |
| 母 Dahlia 1970 栗毛   | 母の父Vaguely Noble 1965 鹿毛      | *ヴィエナ                          | Turkish Blood                      |                  |
| 母 Dahlia 1970 栗毛   | 母の父Vaguely Noble 1965 鹿毛      | Noble Lassie                       | Nearco                             | Nearco           |
| 母 Dahlia 1970 栗毛   | 母の父Vaguely Noble 1965 鹿毛      | Noble Lassie                       | Belle Sauvage                      |                  |
| 母 Dahlia 1970 栗毛   | 母の母Charming Alibi 1963 栗毛     | Honeys Alibi                       | Alibhai                            | Alibhai          |
| 母 Dahlia 1970 栗毛   | 母の母Charming Alibi 1963 栗毛     | Honeys Alibi                       | Honeymoon                          |                  |
| 母 Dahlia 1970 栗毛   | 母の母Charming Alibi 1963 栗毛     | Adorada                            | Hierocles                          | Hierocles        |
| 母 Dahlia 1970 栗毛   | 母の母Charming Alibi 1963 栗毛     | Adorada                            | Gilded Wave                        |                  |
| 母系(F-No.)           | (FN:13-c)                          | (FN:13-c)                          | (FN:13-c)                          | [ § 2 ]          |
| 5代内の近親交配       | Nearco 4×4、Hyperion 5･5（母系内） | Nearco 4×4、Hyperion 5･5（母系内） | Nearco 4×4、Hyperion 5･5（母系内） | [ § 3 ]          |
| 出典                  | 1. 2. 3.                           | 1. 2. 3.                           | 1. 2. 3.                           | 1. 2. 3.         |